# Sesenta
El sesenta (60) es el número natural que sigue al cincuenta y nueve y precede al sesenta y uno.

## Propiedades matemáticas
- Es un número compuesto por varios números auxiliares y tienen los siguientes divisores propios: 1, 2, 3, 4, 5, 6, 10, 12, 15, 20, 30 y 60. Como la suma de sus divisores es 108 > 60, se trata de un número abundante. También es un número con más divisores que cada uno de los divisores de todos sus divisores.
- Este número es la suma de un par de primos gemelos (29 + 31), un número entre dos primos gemelos (59 y 61), así como la suma de cuatro primos consecutivos (11 + 13 + 17 + 19).
- Los ángulos interiores de un triángulo equilátero miden 60 grados cada uno, agregando hasta 180 grados.
- El sistema de numeración babilónico tenía una base de sesenta; un sistema de numeración con la base sesenta se llama un sistema sexagesimal de numeración.
- En geografía el sesenta es un número igualmente importante: la circunferencia de la Tierra es de 360 grados, es decir, seis veces sesenta; cada grado se divide en sesenta minutos, y cada minuto en sesenta segundos. De forma análoga, en la medición del tiempo cada hora se divide en sesenta minutos, y cada minuto en sesenta segundos. Justamente, esto como una herencia de los Sumerios, que utilizaron la división de la circunferencia en 360 grados, el año en 12 meses, el día en 12 horas y la noche en la misma cantidad. También proviene de ellos la semana de 7 días.
- Es el valor de un cateto de un triángulo rectángulo que tenga por hipotenusa a 61 y a 11 por el otro cateto. Constituye un ejemplo de terna pitagórica primitiva primaria.[1]
- El producto de los elementos de una terna pitagórica es siempre un múltiplo de 60. Dicho de otra manera: el producto de los lados de un triángulo rectángulo diofantino es siempre un múltiplo de 60.[2]
- El número 60 puede tomar la forma algebraica mn (m² - n²)= m³n - mn³, para m = 4 y n = 1. Cuando estos números enteros positivos m y n son impares, primos entre sí y m > n, el número mn (m²-n²) se denomina "número congruente de Fibonacci". El menor de ellos es 24. (Liber Quadratorum: El libro de los números cuadrados, 1225)[3]
- Es un número de Harshad.

## Características
- El origen de la popularidad del número 60 debe buscarse en que es el resultado de multiplicar 5 por 12. Ya desde la antigüedad el 12 era un número importante, resultante de las veces que la Luna da la vuelta a la Tierra en un año. Por su parte, el 5 era igualmente importante, ya que corresponde a los dedos de una mano, que los pueblos primitivos utilizaban para contar.

## Ciencia
El número atómico del neodimio es 60